# 小泉一
小泉 一（、1926年〈大正15年〉4月8日 - ）は、日本映画の撮影監督。埼玉県出身。

## 経歴
1945年に日本映画学校を卒業すると同時に東宝へ入社。1956年の『白夫人の妖恋』で特撮作品に初参加し、翌年の『地球防衛軍』より本多猪四郎の下で本編班チーフカメラマンを務める。緻密な計算に基づいた撮影により、特撮との親和性を高めている。
1965年以降は、『ウルトラQ』（1966年）、『ウルトラマンA』（1972年）、『鬼平犯科帳』（1969年 - 1972年）など、テレビ作品でも活動した。
好きな作品には『マタンゴ』と『ガス人間第一号』を挙げており、特撮偏重ではなくストーリーがあることを理由に述べている。

## 代表作

### 映画
| 公開年         | 作品名                                    | 制作（配給）                      |
| -------------- | ----------------------------------------- | --------------------------------- |
| 1957年2月19日  | この二人に幸あれ                          | 東宝                              |
| 1957年4月9日   | 「動物園物語」より 象                     | 東宝                              |
| 1957年6月19日  | サラリーマン出世太閤記                    | 東宝                              |
| 1957年8月27日  | 新しい背広                                | 東宝                              |
| 1957年12月28日 | 地球防衛軍                                | 東宝                              |
| 1958年2月11日  | 花嫁三重奏                                | 東宝                              |
| 1958年6月24日  | 美女と液体人間                            | 東宝                              |
| 1958年10月14日 | 大怪獣バラン                              | 東宝                              |
| 1958年11月11日 | 青春白書 大人には分らない                 | 東宝                              |
| 1959年1月9日   | すずかけの散歩道                          | 東宝                              |
| 1959年4月19日  | 孫悟空                                    | 東宝                              |
| 1959年8月4日   | 檻の中の野郎たち                          | 東宝                              |
| 1959年9月13日  | 上役・下役・ご同役                        | 東宝                              |
| 1959年12月26日 | 宇宙大戦争                                | 東宝                              |
| 1960年12月11日 | ガス人間第一号                            | 東宝                              |
| 1961年1月26日  | 出世コースに進路を取れ                    | 東宝                              |
| 1961年7月30日  | モスラ                                    | 東宝                              |
| 1961年9月12日  | 真紅の男                                  | 東宝                              |
| 1962年3月21日  | 妖星ゴラス                                | 東宝                              |
| 1962年8月11日  | キングコング対ゴジラ                      | 東宝                              |
| 1963年2月8日   | サラリーマン無鉄砲一家                    | 東宝                              |
| 1963年8月11日  | マタンゴ                                  | 東宝                              |
| 1963年12月22日 | 海底軍艦                                  | 東宝                              |
| 1964年4月29日  | モスラ対ゴジラ                            | 東宝                              |
| 1964年8月11日  | 宇宙大怪獣ドゴラ                          | 東宝                              |
| 1964年12月20日 | 三大怪獣 地球最大の決戦                   | 東宝                              |
| 1965年8月8日   | フランケンシュタイン対地底怪獣            | 東宝 ベネディクト・プロ （東宝）  |
| 1965年12月19日 | 怪獣大戦争                                | 東宝                              |
| 1966年7月31日  | フランケンシュタインの怪獣 サンダ対ガイラ | 東宝 ベネディクト・プロ （東宝）  |
| 1967年7月22日  | キングコングの逆襲                        | 東宝 ランキン＝バス·プロ （東宝） |

### テレビ
『ウルトラQ』のみは撮影ではなく特技監督としての参加。
| 期間          | 期間           | 番組名        | 制作（放送局）         | サブタイトル                                                   |
| ------------- | -------------- | ------------- | ---------------------- | -------------------------------------------------------------- |
| 1966年1月2日  | 1967年12月14日 | ウルトラQ     | TBS 円谷プロダクション | 第1話「ゴメスを倒せ!」 第6話「育てよ! カメ」 第9話「クモ男爵」 |
| 1969年10月7日 | 1970年12月29日 | 鬼平犯科帳    | テレビ朝日 東宝        |                                                                |
| 1972年4月7日  | 1973年3月30日  | ウルトラマンA | TBS 円谷プロダクション |                                                                |